# RTVE交響楽団
RTVE交響楽団（-こうきょうがくだん、西：Orquesta Sinfónica de RTVE）は、スペインのマドリードに本拠を置く、スペイン国営放送局（RTVE）所属のオーケストラである。スペイン放送交響楽団とも呼ばれる。

## 概要
1965年にスペイン放送(RTVE)により設立された。

イーゴリ・マルケヴィチを初代指揮者に迎え、楽団のアンサンブルを鍛え上げた。アントニ・ロス＝マルバ、エンリケ・ガルシーア・アセンシオ、オドン・アロンソが共に首席として、多忙なマルケヴィッチを支えた。その後、アロンソは16シーズンにわたり在任し、国内外へのツアーを行うなど楽団の知名度を高め、セルジュ・コミッショーナはアンサンブルの再構築 、エイドリアン・リーパーはNAXOSへの録音などで実績を残した。
2023年からクリストフ・ケーニッヒ が首席指揮者を務める。

## 歴代首席指揮者等
- イーゴリ・マルケヴィチ (1965年-1972年)[1]
- アントニ・ロス＝マルバ (1965年–1967年)
- エンリケ・ガルシーア・アセンシオ (1967年–1984年)
- オドン・アロンソ（1968年-1984年）
- ミゲル・ゴメス＝マルティネス (1984年–1987年)
- アールパード・ヨー（1988年–1990年）
- セルジュ・コミッショーナ (1990年–1998年)
- エンリケ・ガルシーア・アセンシオ (1998年–2001年)
- エイドリアン・リーパー（2001年–2010年）
- カルロス・カルマー（2011年–2016年）
- ミゲル・ゴメス＝マルティネス (2016年–2019年)
- パブロ・ゴンザレス（2019年–2023年）
- クリストフ・ケーニッヒ（英語版） (2023年– )[3][4]